# Kathy Niakan
Kathy Niakan (Memphis, 1977) é uma bióloga norte-americana cujo trabalho tem enfoque na biologia do desenvolvimento humano e nas células-tronco. Em 2016, apareceu na lista de 100 pessoas mais influentes do ano pela Time.